# Cerkev sv. Urha, Begunje na Gorenjskem
Cerkev svetega Urha v Begunjah na Gorenjskem je župnijska cerkev, zgrajena konec 14. ali v začetku 15. stoletja. Cerkev sv. Urha se prvič omenja s patrocinijem 30. aprila 1403. V baročnem slogu je bila prezidana leta 1743. Tedaj so novo cerkev in župnišče prekrili z opeko z opuščenega gradu Kamen. Od tam so prenesli iz nekdanje kapele tudi stranski kamniti oltar Matere Božje s sliko. 
Oltarne slike v cerkvi so delo Leopolda Layerja (1752–1828) iz Kranja. Henrika Langus je naslikala sv. Jožefa in sv. Alojzija. Slika Srca Jezusovega je Groharjevo impresionistično delo. Matija Bradašek je v letih 1894 do 1897 naredil poznonazarensko poslikavo notranjščine cerkve.
Nasproti cerkve stoji grad Kacenštajn.